# Фарґо (телесеріал)
«Фарґо» (англ. Fargo) — американський телесеріал в жанрі кримінальної драми, створений Ноєм Гоулі. Проєкт натхненний однойменним фільмом 1996 братів Коен, які виступили виконавчими продюсерами серіалу. Прем'єра відбулася 15 квітня 2014 на каналі FX. Кожен сезон розповідає про окрему історію.
У першому сезоні у головних ролях — Біллі Боб Торнтон і Мартін Фріман. У другому — Кірстен Данст і Патрік Вілсон, у третьому — Юен МакҐреґор і Мері Елізабет Вінстед, у четвертому — Кріс Рок і Джессі Баклі.

## У ролях

### Перший сезон
Головні ролі
- Біллі Боб Торнтон — Лорн Малво
- Мартін Фріман — Лестер Найґард
- Еллісон Толман — заступник шерифа Моллі Солверсон
- Колін Генкс — офіцер Ґас Ґрімлі

Другорядні ролі
- Боб Оденкерк — шериф Білл Освальт
- Адам Голдберг — містер Намберс
- Рассел Гарвард — містер Вренч
- Олівер Платт — Ставрос Майлос
- Кіген-Майкл Кі — спецагент Білл Бадж
- Джордан Піл — спецагент Вебб Пеппер
- Джої Кінг — Грета Грімлі
- Кіт Керрадайн — Лу Солверсон
- Кейт Волш — Джина
- Стівен Рут — Берт Кентон

### Другий сезон
Головні ролі
- Кірстен Данст — Пеґі Бламквіст
- Патрік Вілсон — офіцер Лу Солверсон
- Джессі Племенс — Ед Бламквіст
- Джин Смарт — Флойд Ґерхардт
- Тед Денсон — шериф Генк Ларсон

Другорядні ролі
- Крістін Міліоті — Бетсі Солверсон
- Джеффрі Донован — Додд Ґерхардт
- Рейчел Келлер — Сімона Ґерхардт
- Бокім Вудбайн — Майк Мілліган
- Нік Офферман — Карл Ветерс
- Брюс Кемпбелл — Рональд Рейган
- Кіран Калкін — Рай Ґерхардт
- Джої Кінг — Грета Грімлі
- Колін Генкс — Ґас Грімлі
- Еллісон Толман — Моллі Солверсон
- Мартін Фріман — оповідач

### Третій сезон
Головні ролі
- Юен Мак-Грегор — Рей Стассі та Емміт Стассі
- Мері Елізабет Вінстед — Ніккі Сванґо
- Керрі Кун — Ґлорія Барґл
- Горан Богдан — Юрій Гурка
- Девід Тьюліс — В. М. Варґа

Другорядні ролі
- Майкл Стулбарг — Сі Фельтц
- Скут Макнейрі — Моріс Лефей
- Шей Віґем — Мо Даммік
- Геміш Лінклатер — Ларуе Доллард
- Мері Макдоннелл — Рубі Голдфарб
- Рассел Гарвард — містер Вренч
- Томас Манн — Тадеус Моблі
- Френсіс Фішер — Вівіан Лорд
- Ді-Джей Кволлс — Голем
- Микола Ніколаєв — дилер

### Четвертий сезон
Головні ролі
- Кріс Рок — Рой Кеннон
- Джессі Баклі — Ораетта Мейфлавер
- Джейсон Шварцман — Джосто Фадда
- Бен Вішоу — Раббі Мілліґан
- Джек Г'юстон — Одіс Вефф
- Емірі Кратчфілд[d] — Етельріда Перл Смутні
- Сальваторе Еспозіто[en] — Гаетано Фадда
- Ендрю Берд[en] — Турман Смутні

Другорядні ролі
- Глінн Турман[en] — Доктор Сенатор
- Тімоті Оліфант — Дік Віквер
- Келсі Чоу (Асбіл) — Свіні Капс

## Сюжет

### Перший сезон
Професійний убивця на ім'я Лорн Малво (Біллі Боб Торнтон) випадково потрапив у ДТП біля невеличкого містечка в штаті Міннесота. У місцевій лікарні він зустрічає страхового агента Лестера Найґарда (Мартіна Фрімена) — закомплексованого невдаху, який живе «за правилами». Лестеру розбив обличчя колишній однокласник — Сем Гес, який знущався з нього у школі. Лорн вирішує змінити життя Лестера раз і назавжди. Але змінюється не тільки життя Лестера, але і багатьох мешканців містечка Беміджі і навіть самого кілера. Його філософія «з'їж, або з'їдять» може зіграти з ним дурний жарт, якщо таку ж філософію обере колишній телепень як Лестер.

### Другий сезон
Дія епізодів 2-го сезону відбувається 1979 року в Сіу-Фолз, штат Південна Дакота, та в Лаверні, штат Міннесота. Головний герой, полісмен Лу Солверсон, котрий щойно повернувся з В'єтнаму, розслідує злочин, до якого причетна місцева банда та кримінальний синдикат. Його призначають охороняти кандидата на президента США від республіканців Рональда Рейґана, коли той у ході передвиборчої кампанії приїжджає у Фарґо.

### Третій сезон
Від творця Ноя Гоулі — ще одна частина серіалу «Фарґо». Це цілком новий кримінальний сюжет, де Юен Мак-Ґреґор знімається одразу у двох ролях — Емміта Стассі та його не набагато молодшого брата Рея. Братнє суперництво веде їх по кривій стежці, яка починається з дрібної крадіжки, проте невдовзі доводить до вбивства, бандитизму і ще жорстокішої конкуренції.
Цікаво, що у саундтреку до третього сезону використана композиція українського гурту «DakhaBrakha» «Sho z-pod duba».

### Четвертий сезон
В основу сюжету покладені реальні події початку 1950-х років, коли почалася війна між злочинними організаціями італійців і темношкірих американців Канзаса. Після ретроспективи «мафіозних війн» початку століття — між єврейськими, ірландськими та італійськими бандами — серіал розповідає про укладений між бандами мир. Ватажки італійців та афроамериканців обмінюються синами на знак довіри. Після неочікуваної смерті одного з лідерів війна між злочинцями розгорається з новою силою. В епіцентрі подій опиняється змішана міжрасова родина 16-річної Етельріди Смутні.

### П'ятий сезон
Сезон розгортається в Міннесоті та Північній Дакоті восени 2019 року. У ньому Джуно Темпл грає Дороті «Дот» Лайон, типову домогосподарку Середнього Заходу, яка живе в Скандії, Міннесота, чиє таємниче минуле повертається, щоб переслідувати її після того, як вона потрапляє в складну ситуацію з владою.
Слоган "Коли викрадення не викрадення, а якщо дружина не твоя?"

## Нагороди
| Рік  | Премія                             | Категорія                                                                    | Результат |
| ---- | ---------------------------------- | ---------------------------------------------------------------------------- | --------- |
| 2014 | Прайм-тайм премія «Еммі»           | «Найкращий мінісеріал»                                                       | Перемога  |
| 2014 | Прайм-тайм премія «Еммі»           | «Найкращий режисер мінісеріалу» — Адам Бернштайн                             | Номінація |
| 2014 | Прайм-тайм премія «Еммі»           | «Найкращий режисер мінісеріалу» — Колін Баксі                                | Перемога  |
| 2014 | Прайм-тайм премія «Еммі»           | «Найкращий сценарій мінісеріалу» — Ной Гоулі                                 | Номінація |
| 2014 | Прайм-тайм премія «Еммі»           | «Найкраща роль в мінісеріалі або фільмі» — Біллі Боб Торнтон                 | Номінація |
| 2014 | Прайм-тайм премія «Еммі»           | «Найкраща роль в мінісеріалі або фільмі» — Мартін Фріман                     | Номінація |
| 2014 | Прайм-тайм премія «Еммі»           | «Найкраща жіноча роль другого плану мінісеріалу або фільму» — Еллісон Толман | Номінація |
| 2014 | Прайм-тайм премія «Еммі»           | «Найкраща чоловіча роль другого плану мінісеріалу або фільму» — Колін Генкс  | Номінація |
| 2015 | «Золотий глобус» (72-га церемонія) | Найкраща чоловіча роль мінісеріалу або телефільму — Біллі Боб Торнтон        | Перемога  |
| 2015 | «Золотий глобус» (72-га церемонія) | Найкраща чоловіча роль мінісеріалу або телефільму — Мартін Фріман            | Номінація |
| 2015 | «Золотий глобус» (72-га церемонія) | Найкращий мінісеріал або телефільм                                           | Перемога  |
| 2015 | «Золотий глобус» (72-га церемонія) | Найкраща жіноча роль мінісеріалу або телефільму — Еллісон Толман             | Номінація |
| 2015 | «Золотий глобус» (72-га церемонія) | Найкраща чоловіча роль другого плану мінісеріалу — Колін Генкс               | Номінація |
| 2016 | «Золотий глобус» (73-тя церемонія) | Найкращий мінісеріал або телефільм                                           | Номінація |
| 2016 | «Золотий глобус» (73-тя церемонія) | Найкраща чоловіча роль мінісеріалу або телефільму — Патрік Вілсон            | Номінація |
| 2016 | «Золотий глобус» (73-тя церемонія) | Найкраща жіноча роль мінісеріалу або телефільму — Кірстен Данст              | Номінація |
| 2018 | «Золотий глобус» (75-та церемонія) | Найкращий мінісеріал або телефільм                                           | Номінація |
| 2018 | «Золотий глобус» (75-та церемонія) | Найкраща чоловіча роль мінісеріалу або телефільму — Юен Мак-Грегор           | Перемога  |

## Українське озвучення
Українською мовою три сезони телесеріалу озвучено Студією Гуртом спеціально для Гуртом.